# Robert Evans (Physiker)
Robert Evans (* 7. April 1946) ist ein britischer Physiker.
Evans studierte Physik an der University of Birmingham mit dem Bachelor-Abschluss 1967 und wurde 1970 an der University of Bristol promoviert. Als Post-Doktorand war er 1973/74 an der FU Berlin und an der Universität Bristol, an der er 1978 Lecturer, 1984 Reader und 1992 Professor wurde. 2006 wurde er Henry Overton Wills Professor in Bristol, wo er 2011 emeritiert wurde.
Er befasst sich mit der mikroskopischen Theorie von Flüssigkeiten und gilt mit einer Arbeit von 1979 als Begründer der Klassischen Dichtefunktionaltheorie. Evans erforschte unter anderem Grenzflächenphänomene von Flüssigkeiten (Adsorption, Phasenübergänge, Korrelationsfunktionen), Einschluss von Flüssigkeiten auf Nano- und Mesoskala, Modelle kolloidaler Suspensionen, Theorie der Keimbildung.
2002 bis 2005 war er mit einem Humboldt-Forschungspreis am MPI für Metallforschung in Stuttgart und 1997 Forschungsprofessor an der Bergischen Universität Wuppertal. 2011 war er Kramers-Gastprofessor an der Universität Utrecht.
1981 wurde er Fellow des Institute of Physics und 2005 Fellow der Royal Society. 2007 erhielt er den Lennard Jones Prize der Royal Society of Chemistry. 2014 erhielt er den Liquid Matter Prize der Europäischen Physikalischen Gesellschaft. 2016 erhielt er eine Leverhulem Emeritus Fellowship.

## Schriften
- The nature of the liquid-vapour interface and other topics in the statistical mechanics of non-uniform, classical fluids. In: Adv. Phys. 28, S. 143–200 (1979).